# Bödamissalet

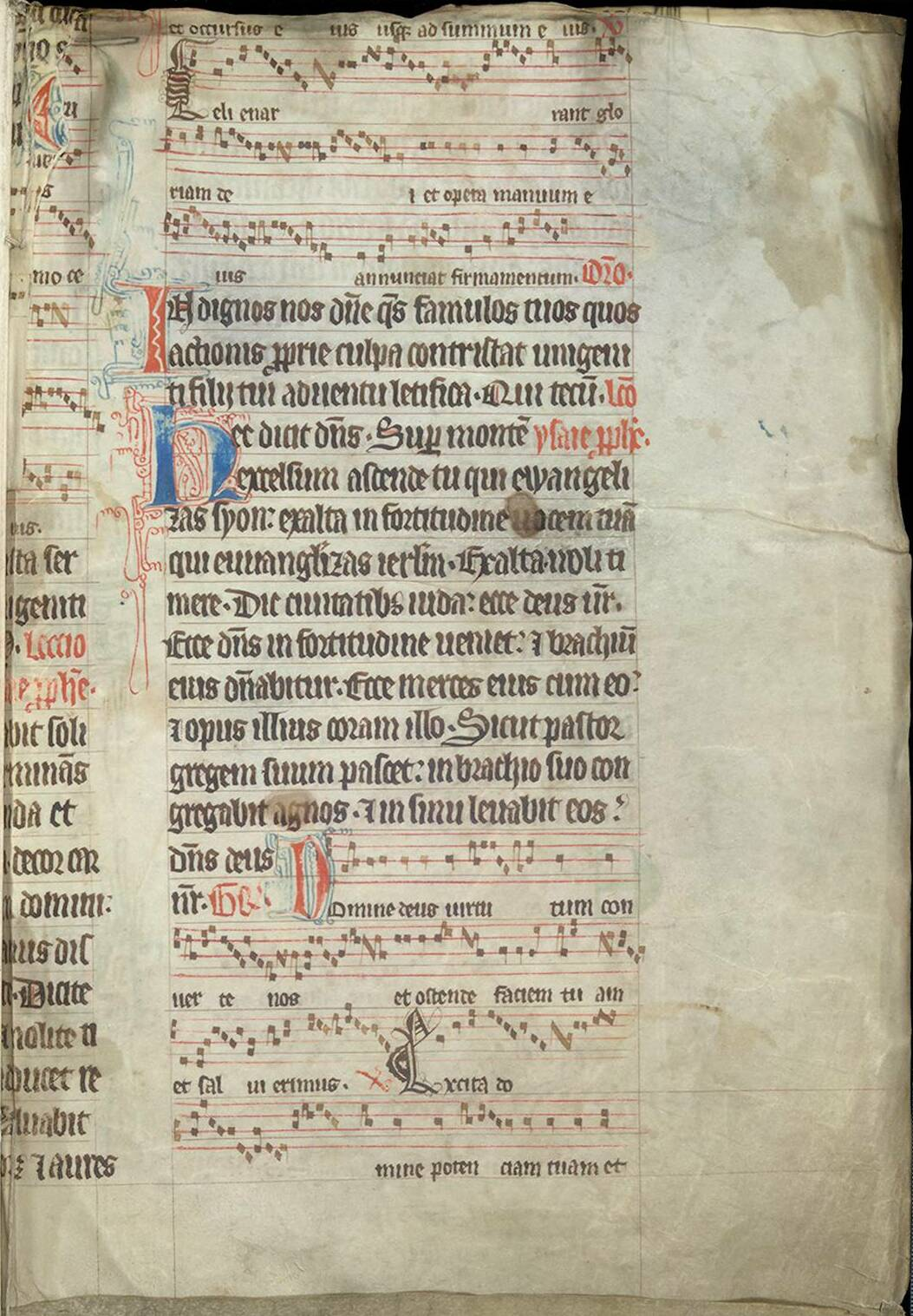
En sida i Bödamissalet.

Bödamissalet är en katolsk mässbok från 1300-talet som rekonstruerats från remsor i pärmryggar till Gustav Vasas räkenskaper, där boken använts som inbindningsmaterial. Bödamissalet består av 64 fragment (38 blad) och förvarades i Böda kyrka fram till 1525. Som inbindningsmaterial användes de att binda in räkenskaper från Öland eller östra Småland år 1604-1624. Boken förvaras i Riksarkivet i Stockholm.